# Исаия (митрополит Нижегородский)
Митропролит Исаия (ум. 24 ноября 1720) — епископ Русской православной церкви, митрополит Нижегородский и Алатырский.

## Биография
С 1697 года — архимандрит Московского Новоспасского монастыря.
23 июля 1699 года патриархом Адрианом хиротонисан во епископа Нижегородского с возведением в сан митрополита.
Отличался любовью к строительству и благоукрашению церквей. За 8 лет управления Нижегородской епархией им построена и освящена в 1702 году Георгиевская церковь. В этом же году построены церкви в монастырях Свято-Духовском и Живоносного Источника. Сама обитель Живоносного Источника была устроена митрополитом Исаию. В этой обители при освящении и после того митрополит получал исцеление от болезни. Устроенный в монастырской церкви источник подавал исцеление не одному Исаии, но и другим лицам, о чём сам митрополит составил описание. Исаей был устроен так называемый Архиерейский сад, сохранившихся до нашего времени (ул. Пискунова, 40) старейший парк Нижнего Новгорода. 
Вместе с построением церквей старался и об украшении их приличною утварью. От него осталась в Спасо-Преображенском соборе вышитая по атласу плащаница. Самые лучшие митры и архиерейские облачения в Нижегородском кафедральном соборе называли Исаевскими.
2 сентября 1708 года был удалён от митрополии по царскому повелению, обвинённый боярином Мусиным-Пушкиным в приверженности к старине и обличённый в потворстве старообрядцам. По мнению исследователя М. С. Бугровой, настоящей причиной отстранения Исайи было его противостояние церковным реформам Петра I.
Сослан в Кирилло-Белозерский монастырь, где и скончался 24 ноября 1720 года. Погребен в Кирилло-Белозерском монастыре.